# Galgbacken, Vårgårda
I Vårgårda fanns det två galgbackar. Den ena låg ungefär på den plats där det nuvarande vattentornet finns idag och platsen har kallats för Hägnen. Ordet ska vara ett gammalt uttryck på den plats där man hängde personer. Den andra låg nordväst om nuvarande Orregatan på Kåkakullen, som är den bäst bevarade avrättningsplatsen. Det finns berättelser om att de personer som avrättades på platsen inte fördes bort efter avrättningen utan de läts hänga kvar för allmänbeskådan, vilket skapade en fruktansvärd stank på sommaren. Efter flera klagomål från boende och från prästen bestämdes det att avrättningsplatserna skulle tas bort.
Den 12 maj 1859 halshöggs den sista personen, vid namn Karlsson-Pelur. Karlsson var dömd för att ha genomfört tre rån och ett mord. Avrättningarna lockade alltid många personer och speciellt när den nybyggda järnvägen som två år tidigare stod klar. Många personer reste även med häst och vagn för att beskåda avrättningen.
Det finns bevarat en uppsats om avrättningen där det går att läsa "Han gick lägga tjoka på ett bräe". Detta menades att mannen fick lägga sin haka på en bräda så blodet kunde samlas upp i en skål. Blodet skulle sedan användas till för att bota sjukdomar, det sades nämligen att blod kunde bota de flesta sjukdomar.
I Göteborgs-Posten gick det att läsa en notis om avrättningen, där stod det att "Han gick lugnt mot sitt öde" vilket skulle kunna förklaras med att han innan avrättningen fick både mat och en hel del brännvin för att inte  mannen skulle kunna fly. Det bildades även en ring av betrodda män runt avrättningsplatsen om han mot all förmodan skulle försöka fly.
På Kåkakullen finns även flera gravhögar från järn- eller bronsåldern.